# Zwerg-Tellmuschel
Die Zwerg-Tellmuschel (Asbjornsenia pygmaea) ist eine Muschelart aus der Familie der Tellmuscheln (Tellinidae). Sie kommt auch in der Nordsee vor.

## Merkmale
Das vergleichsweise kleine, mäßig abgeflachte Gehäuse ist leicht ungleichklappig und wird bis zu 10 Millimetern lang. Die rechte Klappe ist etwas stärker gewölbt als die linke Klappe. Die Wirbel sitzen deutlich hinter der Mittellinie, etwa ein Viertel (der Gehäuselänge) vom Hinterende entfernt. Die kleinen Wirbel sind schräg nach innen hinten (opisthogyr) eingerollt. Das Gehäuse ist im Umriss länglich-eiförmig mit leicht zugespitztem Hinterende. Das Hinterende des Gehäuses ist leicht nach rechts gebogen. Das Länge-/Breite-Verhältnis beträgt etwa 1,5. Der vordere Dorsalrand ist gerade und fällt flach zum gut gerundeten Vorderende ab. Der hintere Dorsalrand ist sogar leicht konkow gebogen und fällt steil zum weiter gerundeten Hinterende ab. Der Ventralrand ist weit gerundet. 
Das Ligament ist ein braunes Band, das sich hinter den Wirbeln auf einer innen gelegenen Leiste (Nymphe) auf die Hälfte der Länge des hinteren Dorsalrandes erstreckt. Die Schlossplatte ist schmal. In beiden Klappen sind je zwei Kardinalzähne vorhanden. In der linken Klappe ist der vordere Kardinalzahn längs gefurcht und zweispitzig, der hintere Kardinalzahn ist nur sehr schwach ausgebildet. In der rechten Klappe ist dagegen der hintere Kardinalzahn längs gefurcht und zweispitzig, und der vordere Kardinalzahn ist klein(er). In der linken Klappe sind je ein schwacher vorderer und hinterer Lateralzahn entwickelt. In der rechten Klappe sind dagegen vorderer und hinterer Lateralzahn kräftig ausgebildet. Die Basis (bzw. innere Ende) des vorderen Lateralzahn erstreckt sich bis zur Basis des hinteren Kardinalzahnes. Der Mantel ist sehr tief eingebuchtet über die Mittellinie hinaus. Der untere Rand der Mantelbucht fällt mit dem ventralen Mantelrand zusammen. Es sind zwei Schließmuskel vorhanden; der vordere Schließmuskel ist geringfügig größer als der hintere Schließmuskel.
Die Schale ist dünnwandig und zerbrechlich. Die Farbpalette reicht von weißlich, gelblich, orangerot, rosa bis rotbraun, oft mit etwas dunkleren, randparallel verlaufenden Bändern, selten auch radialen Feldern. Innen ist die Schale ähnlich gefärbt. Die Oberfläche zeigt nur randparallele, feine Anwachsstreifen in regelmäßigen Abständen. Der Gehäuseinnenrand ist glatt. Das Periostracum ist ein dünner, seidig glänzender Überzug, ist aber eher selten erhalten.
Der Fuß ist recht kräftig. Die Siphonen sind sehr lang, beweglich und nicht miteinander verwachsen. Die beiden Kiemen sind ungleich groß. Die Mundlappen sind hut entwickelt. Der Mantelrand ist zu Fransen ausgezogen. 

### Ähnliche Arten
Die Gestreckte Tellmuschel (Moerella donacina) ist meist deutlich größer. Die hintere Ventralseite verläuft gerade. Der Mantel ist noch etwas tiefer eingebuchtet. Sie zeigt außen regelmäßig radial verlaufen Farbmuster (Flecken oder unterbrochene Bänder).

## Geographische Verbreitung, Lebensraum und Lebensweise
Das Verbreitungsgebiet der Zwerg-Tellmuschel reicht von Nordnorwegen (bei etwa 70° nördl. Br.) bis zur Elfenbeinküste, Guinea und den Kapverdischen Inseln. Sie dringt auch in die Nordsee und das Mittelmeer vor.
Die Zwerg-Tellmuschel bevorzugt sandige und kiesige Böden von unterhalb der Niedrigwasserlinie bis in etwa 150 Meter Wassertiefe. Sie lebt bis zu 15 cm tief eingegraben im Sand. Sie liegt dabei auf der linken Klappe und streckt die langen Siphonen an die Sedimentoberfläche (daher Hinterende leicht nach rechts gekrümmt). Wenn die Flut herein kommt, gräbt sie sich etwas näher zur Oberfläche. Sie ernährt sich von organischem Detritus, denn sie mit dem beweglichen (Einström-)Sipho aufnimmt.

## Taxonomie
Der Artname wurde 1847 von Sven Lovén vorgeschlagen. Gelegentlich ist in der Literatur immer noch der Name Tellina pusilla Philippi, 1836 zu finden. Dieses ältere Synonym ist aber durch Tellina pusilla Lamarck, 1806 präokkupiert und daher ungültig. Die Art wird heute zur Gattung Asbjornsenia Friele, 1886 gestellt.

## Belege

### Online
- Marine Bivalve Shells of the British Isles: Tellina (Moerella) pygmaea Lovén, 1846 (Website des National Museum Wales, Department of Natural Sciences, Cardiff)
- Marine Species Identification Portal: Tellina pygmaea Lovén, 1846